# キビレボウズハギ
キビレボウズハギ （学名：Naso minor、英名：Slender unicorn）は、テングハギ属に属する魚。

## 分布
西太平洋、インド洋に分布する。日本では八重山諸島に生息する。

## 生態
体長は35cm程度。骨質板が1つであるのはテングハギ属の中で本種とボウズハギのみである。ボウズハギと似ているが、骨質板基部が暗色で、背鰭棘が5本あり、尾鰭両葉が黄色であることで判別できる。サンゴ礁や岩礁に生息する。